# دينيس جونز
دينيس جونز (بالإنجليزية: Denis Jones)‏  (و. 1906 – 1987 م) هو سياسي، من جمهورية أيرلندا، توفي عن عمر يناهز 81 عاماً.

## مناصب
تولى منصب Deputy to the Dáil.